# Штранде
Штранде (нем. Strande) — община в Германии, в земле Шлезвиг-Гольштейн. 
Входит в состав района Рендсбург-Экернфёрде. Подчиняется управлению Денишенхаген.  Население составляет 1481 человек (на 31 декабря 2010 года). Занимает площадь 13,73 км².